# محاسبة النفس في الإسلام
محاسبة النفس في الإسلام هو مفهوم يعني القيام بتصفية وتنقية النفس البشرية من ذنوبها ومعاصيها، حيث إنه لابد للشخص العاقل أن يقوم بتخصيص وقتاً يومياً يقوم به بالاختلاء بنفسه ليحاسبها عما قدمت في ذلك اليوم من أعمال أو من ذنوب، فمن المعروف أن إهمال الإنسان لمتابعة أعماله ولحساب نفسه سيؤدي به إلى التمادي في الذنوب والآثام، ولعل قول الله عز وجل من أبرز الدلائل على ضرورة قيام الإنسان بمحاسبة نفسه ومراقبتها، وذلك في قوله تعالى ﴿بَلِ الْإِنْسَانُ عَلَى نَفْسِهِ بَصِيرَةٌ ۝١٤﴾ [القيامة:14]، فلو استطاع أن يكون بصيراً على نفسه محاسباً لها قبل أن يحاسب يوم القيامة لنجا واستطاع الفوز برضوان الله  عليه.

## مفهوم محاسبة النفس
- قال ابن القيم: هي التمييز بين ما لَهُ وما عليه (يقصد العبد) فيستصحب ما له ويؤدي ما عليه؛ لأنه مسافر سفر من لايعود[2]
- وقال الماوردي: «أن يتصفّح الإنسان في ليله ما صدر من أفعال نهاره، فإن كان محموداً أمضاه وأتبعه بما شاكله وضاهاه، وإن كان مذموماً استدركه إن أمكن وانتهى عن مثله في الـمستقبل».[3]
- وأما الحارث المحاسبي فقد عرّفها بقوله: «هي التثبّت في جميع الأحوال قبل الفعل والترك من العقد بالضمير، أو الفعل بالجارحة؛ حتى يتبيّن له ما يفعل وما يترك، فإن تبيّن له ما كره الله ـ عز وجل ـ جانبه بعقد ضمير قلبه، وكفّ جوارحه عمّا كرهه الله ـ عز وجل ـ ومَنَع نفسه من الإمساك عن ترك الفرض، وسارع إلى أدائه»[4]

## فوائد المحاسبة
ومن فوائد محاسبة النفس:
1. الاطِّلاع على عيوب النفس، ومن لم يطلع على عيب نفسه لم يمكنه إزالته.
2. دليل على الخوف من الله والاستعداد للقائه.
3. تبين للمؤمن حقيقة الربح والخسران.
4. محاسبة النفس في الدنيا تريح المؤمن يوم القيامة.
5. فيه امتثال لأمر الله تعالى.
6. تبعد عن الغفلة، والاستمرار في المعاصي، والذنوب.
7. تعين المؤمن، وتساعده في استدراك ما نقص من الفرائض، والنوافل.
8. تثمر محبة الله ورضوانه.
9. أنه يعرف بذلك حق الله تعالى عليه، ومن لم يعرف حق الله تعالى عليه، فإن عبادته لا تكاد تجدي عليه، وهي قليلة المنفعة جدًّا.
10. أن صلاح القلب بمحاسبة النفس، وفساده بإهمالها والاسترسال معها.[5]
11. طريق لاستقامة القلوب وتزكية النفوس؛ فإن زكتها موقوفة على محاسبتها، فلا تزكو ولا تطهر ولا تصلح ألبته إلا بمحاسبتها.
12. أنها دليل على صلاح الإنسان وعلى خوفه من اللّٰه؛ فغير الخائف من اللّٰه ليس عنده من الدواعي ما يجعله يقف مع نفسه فيحاسبها ويعاتبها على تقصيرها
13. أنها الطريق إلى التوبة؛ وذلك لأنه إذا حاسب نفسه أدرك تقصيره في جنب الله، فقاده هذا إلى التوبة.

## منهج المحاسبة
إن العبد المسلم التقيَّ يخصِّص لنفسه وقتًا في آخر النهار يحاسِبُ فيه نفسه على جميع حركاته وسكناته، فيحاسبها بدايةً على الفرائض، فإن أدَّاها على وجهها، شكر الله تعالى، وإن فوَّتها من أصلها، طالَبَ نفسه بالقضاء، وإن أدَّاها ناقصة، كلَّفها الجبرانَ بالنوافل، وإن ارتكب معصية، اشتغل بعقوبتها وتعذيبها ومعاتبتها ليستوفي منها ما يتدارك به ما فرط، كما عليه أن يحاسب نفسه على خواطره وأفكاره، وقيامه وقعوده، وأكله وشربه ونومه، وهل نوى بذلك كلِّه وجهَ الله أم الدنيا؟ وليحاسب النفس على جميع العمر يومًا يومًا، وساعةً وساعةً، في جميع الأعضاء الظاهرة والباطنة.
وبعد هذه المحاسبة تأتي التوبة؛ لأن المسلمَ إذا حاسَب نفسه، عرَف ما عليه من الحق فخرج منه، والأصل أن التوبة تكون بين محاسبتين: محاسبة قبلها تقتضي وجوبها، ومحاسبة بعدها تقتضي حفظها.
وقد دلَّ على المحاسبة قول الله تعالى: ﴿وَلْتَنْظُرْ نَفْسٌ مَا قَدَّمَتْ لِغَدٍ﴾ [الحشر: 18]، فأمر الله سبحانه، العبدَ أن ينظر ما قدَّم لغد، وذلك يتضمن محاسبةَ نفسه على ذلك، والنظر هل يصلح ما قدَّمه أن يلقى الله به أو لا يصلح؟.

## المقصود من المحاسبة
والمقصود من محاسبة النفس النظرُ بما يوجبه وما يقتضيه من كمال الاستعداد ليوم المعادِ، وتقديم ما يُنجيه من عذاب الله، ويُبيِّض وجهه عند الله، وعليه في محاسبته لنفسه أن يقايس بين نعمة الله وجناية العبد، فحينئذٍ يظهر له التفاوتُ، ويعلم أنه ليس إلا عفوُ الله أو الهلاك والعطب، وبهذه المقايسة يعلم العبدُ أنَّ الربَ ربٌّ والعبدُ عبدٌ، وتتبيَّن له حقيقة النفس وصفاتها، وعظمة وجلال ربوبية الله، وتفرُّد الله بالكمال والإفضال، ويعلم أنه لولا فضل الله ورحمته بتزكيته لنفس العبد، ما زكت أبدًا، ولولا إرشاده وتوفيقه لما كان لها وصول إلى الخير، وتدعو بالدعاء: (أبوء لك بنعمتك عليَّ، وأبوء لك بذنبي)، ثم يقايس بين الحسنات والسيئات فيعلم أيهما أكثر وأرجح قدرًا وصفة.

## مشروعية المحاسبة
قول اللّٰه تعالى﴿يَا أَيُّهَا الَّذِينَ آمَنُوا اتَّقُوا اللَّهَ وَلْتَنْظُرْ نَفْسٌ مَا قَدَّمَتْ لِغَدٍ وَاتَّقُوا اللَّهَ إِنَّ اللَّهَ خَبِيرٌ بِمَا تَعْمَلُونَ ۝١٨﴾
قال ابن القيِّم: «دلت الآية على وجوب محاسبة النفس، فيقول تعالى: لينظر أحدكم ما قدَّم ليوم القيامة من الأعمال، أَمِنَ الصالحات التي تنجيه؟ أم من السيئات التي توبقه؟».
روى أحمد وغير من حديث شداد بن أوس قال: قال رسول الله ﷺ: «الكيس من دان نفسه وعمل لي ما بعد الموت والعاجز من أتبع نفسه هواها وتمنى على الله » ومعنى دان نفسه: أي حاسبها
ذكر الإمام أحمد عن عمر بن الخطاب  أنه قال «حاسبوا أنفسكم قبل أن تحاسبوا، وزنوا أنفسكم قبل أن توزنوا؛ فإنه أهون عليكم في الحساب غدا أن تحاسبوا أنفسكم اليوم، وتزينوا للعرض الأكبر يومئذن تعرضون لا تخفى منكم خافية»

## أسباب الامتناع عن المحاسبة
هناك أمور تمنع أو تقلل من محاسبة النفس من أهمها:
- المعاصي: سواء كان ذلك بفعل الكبائر أو بالإصرار على صغائر، حيث أن هذه المعاصي تسبب الران على القلب، فإذا لم يحاسب العبد نفسه ويتوب تراكم هذا الران على قلبه، وبقدر تراكم هذا الران تقل محاسبته لنفسه حتى يصبح قلبه لا ينكر منكراً ولايعرف معرفاً.
- التوسع في المباحات: لأن هذا التوسع يرغبه في الدنيا ويقلل تفكيره في الآخرة، وإذا لم ينظر إلى آخرته، أو قل نظره إليها قلت محاسبته لنفسه.
- عدم استشعار عظمة الله وما يجب له من العبودية والخضوع والذل؛ فلو استشعرنا ذلك وعرفنا الله حقه لأكثرنا من محسبتنا لأنفسنا، ولقارنا بين نعم الله علينا وبين معاصينا، ولقارنا بين حقه علينا وبين ما قدمناه لآخرتنا.
- تزكية النفس وحسن الظن بها: لأن حسن الظن بالنفس يمنع من التعرف على عيوبها وإذا لم تكتشف الداء كيف ستعالجه.
- عدم تذكر الآخرة: والانشغال بالدنيا ولو وضعنا الآخرة نصب أعيننا لما أهملنا محاسبة أنفسنا.

## آثار فقد محاسبة النفس
إذا لم يحاسب العبد نفسه أو قلة محاسبته لنفسه فإنه يوشك أن يقع في أشياء منها:
- عدم محاسبة النفس تسهل على العبد الوقوع في المعاصي؛ حيث إن محاسبة النفس تجعله يندم على فعله المعصية، وإذا ندم أوشك ألا يعملها مرة أخرى، أما إذا لم يأبه للمعصية ولم يحاسب نفسه فإنه من سهل أن يقع فيها أو في معصية غيرها مرة أخرى.
- يعسر عليه ترك المعاصي والبعد عنها، لأنه يكون حينئذ ألفها واعتاد عليها، وتشربها قلبه فيصعب عليه تركها
- استثقال الطاعات؛ لأن الطاعات تحتاج إلى جهد وعزيمة، وهذه العزيمة لا تأتي إلا بالوقوف مع النفس وقفة محاسبة، وأخدها بالحزم والجد.

## الأسباب المعينة على محاسبة النفس
يعين المرء على محاسبته لنفسه عدة أمور منها:
- التذكير بتحقيق سعادة الدارين ونيل رضى الله تعالى ومحبته؛ لأنه إذا حاسب نفسه علم تقصيرها، وأنه مهما عمل لم يقم بما طلب منه القيام به، وأنه لو قام بما طلب منه احتاج إلى شكر الله الذي منّ عليه بأن وفقه للقيام بما أمر به، وإذا أدرك تقصيره في جنب الله قاده في ذلك إلى أن يبذل المزيد من الجهد، وأن يتدارك النقص، ويستعد أكمال الاستعداد ليوم المعاد؛ ومن هذه الحالة ينال رضى الله ومحبته سبحانه.
- يطلع على عيوب نفسه: لأنه بالمحاسبة لابد أن يجد في نفسه عيباً، فإذا اطلع على عيبها مقتها في ذات الله تعالى، وأما من لم يحاسب نفسه لم يطلع على عيوبها، ومن لم يطلع على عيب نفسه لم يمكنه إزالته.
- إخلاص النية الله: لأن المحاسبة وقفة خفية بينك وبين نفسك لا يعلمها إلا الله، وأنت أدرى بنفسك وبحقيقة أعمالك؛ تعرف هل عملت هذا العمل رياء أو سمعة أو عملته الله.
- استشعار المسلم للهدف الذي خلق من أجله: إذا حاسبت نفسك علمت أنك لـم تخلق عبثاً ولن تترك سدى، لم تخلق للأكل والشرب والنكـاح وجمـع الأمـوال، خلقت لأمر عظيم وهيئت لأمر جسيم، فحينها تستشعر الهدف الذي خلقت من أجله
- الاجتهاد في الطاعة: فإن الصائمين في حر النهار ما صاموا إلا بعد محاسبتهم لأنفسهم، والقائمين الليل لماذا كانوا يقومون الليل، والتـالين للقـرآن، والبـاذلين أموالهم في سبيل الله، وغيرهم ما فعلوا ما فعلوا إلا بعد محاسبتهم لأنفسهم.
- البعد عن المعاصي صغيرها وكبيرها؛ لأنه إذا حاسب نفسه علـى المعصـية دعاه ذلك إلى أن لا يعملها مرة أخرى، وبذلك يبتعد قدر الإمكان عن المعاصي.
- الزهد في الدنيا: لأنه سيعرف حقيقة الدنيا وحقية نفسه وما تريد، وسيدرك أن الدنيا دار ممر وفناء، يزرع بها العبد ما يحب أن يراه غداً، مما يجعله ينظر إلـى الدنيا على أنها مزرعة للآخرة؛ فلا ينافس أهلها عليها.
- مراقبة الله؛ لأنه كلما هم بمعصية حاسب نفسه، وكلما هم بتقصير في واجـب حاسب نفسه، وهذه هي المراقبة الله حتى يصل إلى مرتبة الإحسان.
- مقت الإنسان نفسه وإزراؤه عليها.

## أنواعها
ومحاسبة النفس نوعان: نوع قبل العمل، ونوع بعده.
فأما النوع الأول: فهو أن يقف عند أول همه وإرادته فينظر: هل العمل موافقٌ لكتاب الله وسنة رسوله صلى اللهُ عليه وسلم أم لا؟ فإن كان موافقًا أقدم، وإن كان مخالفًا ترك، ثم ينظر: هل فعله خير له من تركه؟ أو تركه خير له من فعله؟ فإن كان الثاني: تركه ولم يقدم عليه، ثم ينظر: فإن كان لله مضى، وإن كان للجاه، والثناء، والمال من المخلوق ترك.
أما النوع الثاني: فهو محاسبة النفس بعد العمل وهو ثلاثة أنواع:
1. : محاسبتها على طاعة قصرت فيها من حق الله تعالى فلم توقعها على الوجه الذي ينبغي، وحق الله في الطاعة ستة أمور: الإخلاص لله في العمل، النصيحة لله فيه، متابعة الرسول صلى اللهُ عليه وسلم، شهود مشهد الإحسان فيه، شهود منة الله عليه، شهود تقصيره فيه، بعد ذلك كله يحاسب نفسه هل وَفَّى هذه المقامات حقها؟ وهل أتى بها في هذه الطاعة؟
2. : أن يحاسب نفسه على كل عمل كان تركه خيرًا من فعله.
3. : أن يحاسب نفسه على أمر مباحٍ، أو معتادٍ، لم فعله؟ وهل أراد به الله والدار الآخرة؟ فيكون رابحًا، أو أراد به الدنيا وعاجلها؟ فيخسر ذلك الربح ويفوته الظفر.[11]

## نماذج من محاسبة السلف لأنفسهم
- قال أنس بن مالك : سمعت عمر بن الخطاب يوماً وخرجت معه حتى دخل حائطاً، فسمعته وهو يقول، وبيني وبينه جدار وهو في جوف الحائط «عمر أمير المؤمنين بخٍ بخٍ والله بني الخطاب لتتقين الله أو ليعذبنك»[12]
- كان عمر بن عبد العزيز شديد المحاسبة لنفسه قليل الكلام، وكان يقول: «إنه ليمنعني من كثير من الكلام مخافة المباهاة»[13]